# President de la República d'Artsakh
El president d'Artsakh és el cap d'Estat i cap de govern de la República d'Artsakh o d'Alt Karabakh, no reconeguda internacionalment. En un referèndum constitucional celebrat el 2017, els ciutadans de la República van votar a favor de transformar Artsakh en un sistema presidencial. L'exprimer ministre i ministre d'estat Araïk Harutiunian és el president electe a les eleccions generals d'Artsakh de 2020.

## Elecció
La Constitució d'Artsakh requereix que el president tingui almenys 35 anys, que sigui ciutadà només de la República d'Artsakh durant els deu anys anteriors i hagi residit permanentment només a Artsakh almenys els deu anys anteriors. El president és elegit en un període de cinc anys i només pot ser reelegit una vegada.

## Llista de caps d'Estat d'Artsakh (1992-2023)
| Presidència                            | Imatge                                 | Nom                                    | Inici del mandat                       | Fi del mandat                          | Partit polític                         | Partit polític                         |
| President del Consell Suprem d'Artsakh | President del Consell Suprem d'Artsakh | President del Consell Suprem d'Artsakh | President del Consell Suprem d'Artsakh | President del Consell Suprem d'Artsakh | President del Consell Suprem d'Artsakh | President del Consell Suprem d'Artsakh |
| -------------------------------------- | -------------------------------------- | -------------------------------------- | -------------------------------------- | -------------------------------------- | -------------------------------------- | -------------------------------------- |
| 1                                      |                                        | Artur Mkrttxian                        | 7 de gener de 1992                     | 14 d'abril de 1992                     |                                        | Federació Revolucionària armènia       |
| Interí                                 |                                        | Gueorguí Petrossian                    | 15 d'abril de 1992                     | 14 de juny de 1993                     |                                        | Federació Revolucionària armènia       |
| Interí                                 |                                        | Karèn Baburian                         | 14 de juny de 1993                     | 29 de desembre de 1994                 | Independent                            | Independent                            |
| President de la República d'Artsakh    |                                        |                                        |                                        |                                        |                                        |                                        |
| 1                                      |                                        | Robert Kotxarian                       | 29 de desembre de 1994                 | 20 de març de 1997                     | Independent                            | Independent                            |
| Interí                                 |                                        | Leonard Petrossian                     | 20 de març de 1997                     | 8 de setembre de 1997                  | Independent                            | Independent                            |
| 2                                      |                                        | Arkadí Khukassian                      | 8 de setembre de 1997                  | 7 de setembre de 2007                  | Independent                            | Independent                            |
| 3                                      |                                        | Bakó Sahakian                          | 7 de setembre de 2007                  | 21 de maig de 2020                     | Independent                            | Independent                            |
| 4                                      |                                        | Araïk Harutiunian                      | 21 de maig de 2020                     | 1 de setembre de 2023                  |                                        | Pàtria Lliure                          |
| Interí                                 |                                        | Davit Ixkhanian                        | 1 de setembre de 2023                  | 10 de setembre de 2023                 | Independent                            | Independent                            |
| 5                                      |                                        | Samvel Xahramanian                     | 10 de setembre de 2023                 | 31 de desembre de 2023                 | Independent                            | Independent                            |